# Mycetophila borgmeieri
Mycetophila borgmeieri är en tvåvingeart som beskrevs av Edwards 1932. Mycetophila borgmeieri ingår i släktet Mycetophila och familjen svampmyggor. Inga underarter finns listade i Catalogue of Life.